# Verge de Tobed
La Verge de Tobed amb el futur Enric II de Castella, la seva dona Joana Manuel i els seus fills o, abreviadament, la Verge de Tobed, és una Tremp d'ou sobre taula, datada cap a 1359-1362, d'estil italogótico català. Procedeix del presbiteri de l'Església de Santa Maria de Tobed (Saragossa), de nau única i capçalera recta amb tres capelles, per les quals el taller dels Serra va realitzar sengles retaules. Del central, dedicat a la titular del temple, solament ha subsistit aquesta taula. Els laterals estaven dedicats a la Magdalena i a Sant Joan Baptista. Del primer solament queda el carrer lateral amb el corresponent banc, propietat també del Prado des de 1965. Del de Sant Joan Baptista el Prado posseeix des d'aquest mateix any un carrer lateral amb el seu banc (les tres són les úniques obres del pintor que té la pinacoteca), un altre lateral, incomplet, es troba repartit entre el Museu Diocesà de Barcelona i una col·lecció particular, mentre que la taula central està en el Museu Maricel de Sitges (Barcelona).
Carmen Lacarra va adscriure els tres retaules al pintor Jaume Serra, que es trobava llavors a l'inici de la seva carrera, estant el taller familiar dirigit encara pel seu germà Francesc, atribució que ha estat tradicionalment acceptada, encara que en 1986 José Gudiol i Santiago Alcolea Blanch van plantejar al seu torn l'autoria de Ramón Destorrents.
Va ser part d'un grup de dotze peces medievals que José Luis Várez Fisa i la seva família van donar en 2013 al Museu del Prado, i aquesta és considerada com la més valuosa del conjunt.
La taula mostra a la Verge de la Llet o Verge lactant amb el Nen Jesús. Així mateix apareix el donant, la qual cosa dota a més d'importància històrica a l'obra en tractar-se d'Enric de Trastàmara, fill bastard del rei Alfons XI de Castella, futur Enric II de Castella i primer rei d'aquesta dinastia, al que el pintor va representar al costat de la seva dona, Joana Manuel de Castella, el seu fill, el futur Joan I de Castella, i una filla. Enric i la seva esposa van encarregar durant la seva estada a Aragó les tres taules al taller dels Serra. Enric de Trastàmara, igual que el seu fill, figura retratat com a rei de Castella, tot i que al moment de realitzar-se l'obra encara no ho era (la seva proclamació va ser en 1366 i de manera efectiva no ho va ser fins a 1369, després de matar per apunyalament al seu germanastre Pere I de Castella). Amb la seva incorporació al Prado es converteix en el retrat real més antic de la col·lecció del Museu.